# Beckiella cubana
Beckiella cubana är en kvalsterart som beskrevs av František Starý 1989. Beckiella cubana ingår i släktet Beckiella och familjen Dampfiellidae. Inga underarter finns listade.